# 430 Hybris
430 Hybris este un asteroid din centura principală, descoperit pe 18 decembrie 1897, de Auguste Charlois.